# Article 28 de la Constitution de la Cinquième République française
Article 27 Article 29

## Texte
« Le Parlement se réunit de plein droit en une session ordinaire qui commence le premier jour ouvrable d'octobre et prend fin le dernier jour ouvrable de juin.

Le nombre de jours de séance que chaque assemblée peut tenir au cours de la session ordinaire ne peut excéder cent vingt. Les semaines de séance sont fixées par chaque assemblée.

Le Premier ministre, après consultation du président de l'assemblée concernée, ou la majorité des membres de chaque assemblée peut décider la tenue de jours supplémentaires de séance.

Les jours et les horaires des séances sont déterminés par le règlement de chaque assemblée. »
— Article 28 de la Constitution du 4 octobre 1958

## Évolutions et pratique
Jusqu'à la révision constitutionnelle du 4 août 1995, la Constitution prévoyait deux sessions parlementaires ordinaires, à l'automne et au printemps.